# Naissance en 867
Naissance
- 863
- 864
- 865
- 866
- 867
- 868
- 869
- 870
- 871

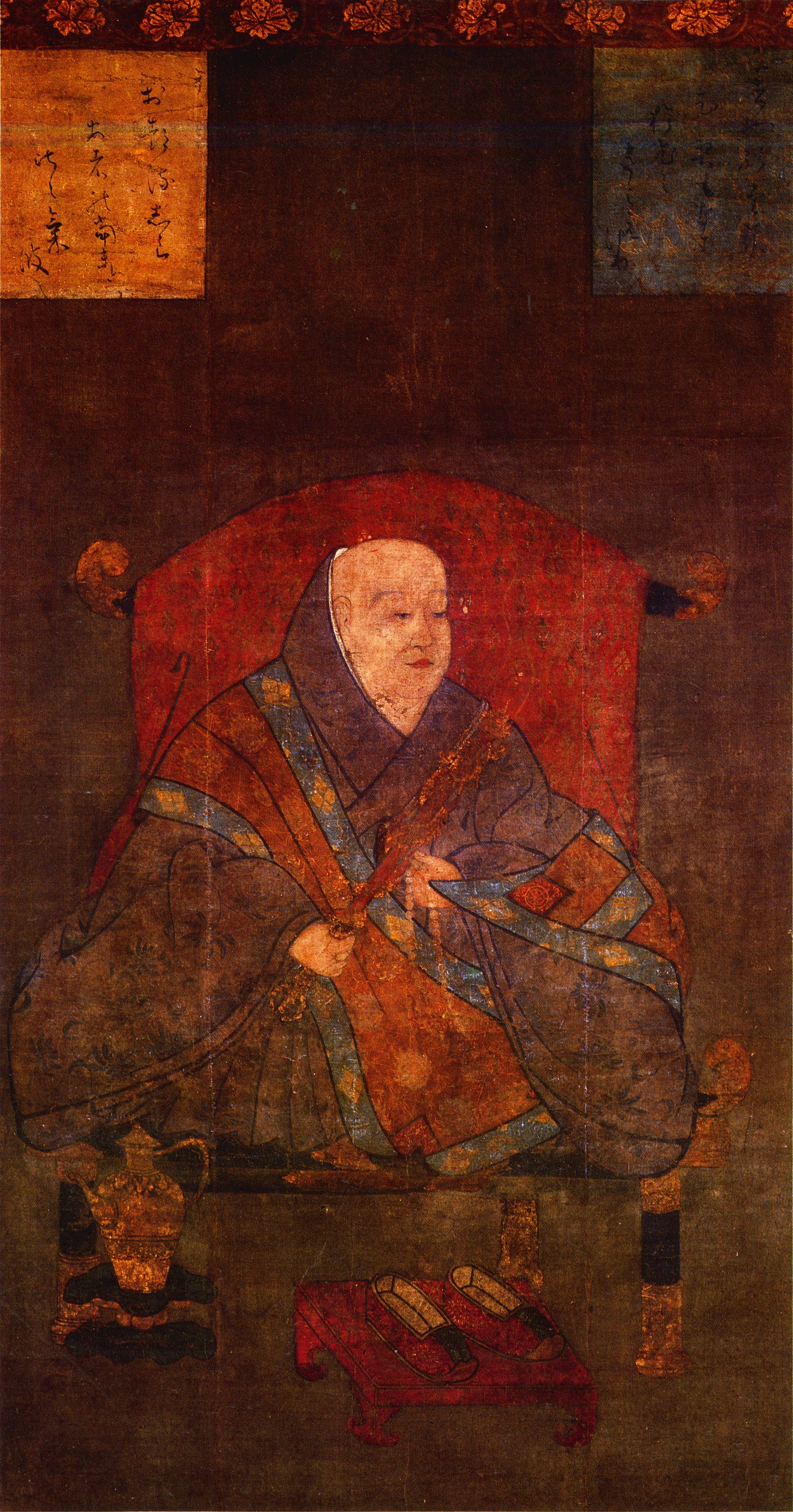
Uda né en 867.

Cette page dresse une liste de personnalités nées au cours de  l'année 867 :
- 31 mars : Tang Zhaozong, empereur chinois taoïste de la dynastie Tang.
- 10 juin : Uda, cinquante-neuvième empereur du Japon.
- 10 octobre : Mingzong, empereur de Chine.

- Gyeon Hwon, 1er roi de Hubaekje (Corée).

date incertaine (vers 867)
- Carloman II, roi des Francs.

## Crédit d'auteurs
- Cet article est partiellement ou en totalité issu de l'article intitulé « 867 » (voir la liste des auteurs).